# Dypsis fanjana
Espèce
Statut de conservation UICN

 EN D : En danger
Dypsis fanjana est une espèce de palmiers (Arecaceae), endémique de Madagascar. En 2012, comme en 1995, elle est considérée par l'IUCN comme une espèce en danger d’extinction.

## Répartition et habitat
Cette espèce est endémique au nord de Madagascar où on la trouve entre 50 et 900 m d'altitude. Elle pousse dans la forêt tropicale humide de basse altitude. Des individus isolés sont présents sur les pentes abruptes humides.